# Barragem da Cova do Viriato
A Barragem da Cova do Viriato, construída sobre o leito da ribeira dos Poios Brancos, localiza-se no Município de Covilhã, Distrito de Castelo Branco, em Portugal. A barragem foi projectada em 1976 e entrou em funcionamento em 1982.

## Barragem
É uma barragem de gravidade em betão. Possui uma altura de 28 m acima da fundação (22 m acima do terreno natural) e um comprimento de coroamento de 202 m. Possui uma capacidade de descarga máxima de 12 (descarga de fundo) + 3,8 (descarregador de cheias) m³/s.

## Albufeira
A albufeira da barragem apresenta uma superfície inundável ao NPA (Nível Pleno de Armazenamento) de 0,235 km² e tem uma capacidade total de 1,5 Mio. m³. As cotas de água na albufeira são: NPA de 1574,4 metros, NMC (Nível Máximo de Cheia) de 1575 metros e NME (Nível Mínimo de Exploração) de ... metros.